# Orica GreenEDGE/2013
Deze pagina geeft een overzicht van de Orica GreenEDGE-wielerploeg in 2013.  

## Algemeen
Sponsors: Orica, Scott, Santini SMS, Subaru
Algemeen manager: Shayne Bannan
Teammanager:  n.n.b.
Ploegleiders: Neil Stephens, Vittorio Algeri, Lorenzo Lapage, Lionel Marie, Daniele Nardello,
Fietsen: Scott
Kleding: Santini SMS
Budget: 12,5 miljoen euro
Kopmannen: Matthew Goss, Sebastian Langeveld, Simon Gerrans, Michael Albasini

## Renners
| Naam                     | Geboortedatum | Nationaliteit | Ploeg 2012          |  |
| ------------------------ | ------------- | ------------- | ------------------- |  |
| Michael Albasini         | 20-12-1980    | Zwitserland   |                     |  |
| Fumiyuki Beppu           | 10-04-1983    | Japan         |                     |  |
| Sam Bewley               | 22-07-1987    | Nieuw-Zeeland |                     |  |
| Simon Clarke             | 18-07-1986    | Australië     |                     |  |
| Baden Cooke              | 12-10-1978    | Australië     |                     |  |
| Allan Davis              | 27-07-1980    | Australië     |                     |  |
| Mitchell Docker          | 02-10-1986    | Australië     |                     |  |
| Luke Durbridge           | 09-04-1991    | Australië     |                     |  |
| Simon Gerrans            | 16-05-1980    | Australië     |                     |  |
| Matthew Goss             | 05-11-1986    | Australië     |                     |  |
| Michael Hepburn          | 17-08-1991    | Australië     |                     |  |
| Leigh Howard             | 18-10-1989    | Australië     |                     |  |
| Daryl Impey              | 06-12-1984    | Zuid-Afrika   |                     |  |
| Jens Keukeleire          | 23-11-1988    | België        |                     |  |
| Aidis Kruopis            | 26-10-1986    | Litouwen      |                     |  |
| Brett Lancaster          | 15-11-1979    | Australië     |                     |  |
| Sebastian Langeveld      | 05-04-1984    | Nederland     |                     |  |
| Michael Matthews         | 26-09-1990    | Australië     | Rabobank            |  |
| Christian Meier          | 21-02-1985    | Canada        |                     |  |
| Cameron Meyer            | 11-01-1988    | Australië     |                     |  |
| Travis Meyer             | 08-06-1989    | Australië     |                     |  |
| Jens Mouris              | 12-03-1980    | Nederland     |                     |  |
| Stuart O'Grady           | 06-08-1973    | Australië     |                     |  |
| Wesley Sulzberger        | 20-10-1986    | Australië     |                     |  |
| Daniel Teklehaimanot     | 10-11-1988    | Eritrea       |                     |  |
| Svein Tuft               | 09-05-1977    | Canada        |                     |  |
| Tomas Vaitkus            | 04-02-1982    | Litouwen      |                     |  |
| Pieter Weening           | 05-04-1981    | Nederland     |                     |  |
|                          |               |               |                     |  |
| Damien Howson (stagiair) | 13-08-1992    | Australië     | Team Jayco-Skins    |  |
| Ji Yong Kang (stagiair)  | 19-02-1988    | Zuid-Korea    | Geumsan Insam Cello |  |

## Belangrijke overwinningen

### Wegwielrennen
| NK wielrennen Australië - individuele tijdrit: Luke Durbridge Australië - wegwedstrijd: Luke Durbridge Zuid-Afrika - tijdrit: Daryl Impey Litouwen - wegwedstrijd: Tomas Vaitkus Ronde van San Luis 4e etappe (individuele tijdrit): Svein Tuft Tour Down Under 5e etappe: Simon Gerrans Trofeo Campos Winnaar: Leigh Howard Trofeo Alcúdia Winnaar: Leigh Howard Parijs-Nice 4e etappe: Michael Albasini Tirreno-Adriatico 2e etappe: Matthew Goss Ronde van Catalonië 6e etappe: Simon Gerrans Sprintklassement: Christian Meier Ronde van het Baskenland 1e etappe: Simon Gerrans 2e etappe: Daryl Impey Ronde van de Sarthe 3e etappe: Luke Durbridge Ronde van Turkije 2e etappe: Aidis Kruopis Ronde van Beieren 2e etappe: Daryl Impey | GP Kanton Aargau Winnaar: Michael Albasini Ronde van Zwitserland Proloog: Cameron Meyer Ronde van Slovenië 1e etappe: Svein Tuft 4e etappe: Brett Lancaster Ronde van Frankrijk 3e etappe: Simon Gerrans 4e etappe (ploegentijdrit): Matthew Goss, Michael Albasini, Simon Clarke, Simon Gerrans, Daryl Impey, Brett Lancaster, Cameron Meyer, Stuart O'Grady, Svein Tuft Prueba Villafranca de Ordizia Winnaar: Daniel Teklehaimanot Ronde van Polen Eindklassement: Pieter Weening Ronde van Utah 2e etappe: Michael Matthews 4e etappe: Michael Matthews Puntenklassement: Michael Matthews Ronde van Burgos 2e etappe: Jens Keukeleire 3e etappe: Jens Keukeleire Ronde van Spanje 5e etappe: Michael Matthews 21e etappe: Michael Matthews Duo Normand Winnaars: Luke Durbridge en Svein Tuft |

### Piste
Australische kampioenschappen
Achtervolging: Michael Hepburn
Wereldkampioenschap baanwielrennen
Achtervolging: Michael Hepburn
Ploeganachtervolging: Michael Hepburn
Mannen: 2012 · 2013 · 2014 · 2015 · 2016 · 2017 · 2018 · 2019 · 2020 · 2021 · 2022 · 2023 · 2024  · 2025
Vrouwen: 2012 · 2013 · 2014 · 2015 · 2016 · 2017 · 2018 · 2019 · 2020 · 2021 · 2022 · 2023 · 2024 · 2025
AG2R-La Mondiale · Argos-Shimano · Astana · Belkin Pro Cycling · BMC Racing Team · Cannondale Pro Cycling Team · Euskaltel-Euskadi · FDJ · Team Garmin-Sharp · Katjoesja · Lampre-Merida · Lotto-Belisol · Team Movistar · Omega Pharma-Quick Step · Orica-GreenEdge · RadioShack-Leopard · Team Saxo-Tinkoff · Sky ProCycling · Vacansoleil-DCM